# Odontoloma dentinum
Odontoloma dentinum là một loài bọ cánh cứng trong họ Bọ hung (Scarabaeidae).